# Alexander Payer
Alexander Payer (Sankt Veit an der Glan, 12 september 1989) is een Oostenrijkse snowboarder. Hij vertegenwoordigde zijn vaderland op de Olympische Winterspelen 2018 in Pyeongchang.

## Carrière
Payer maakte zijn wereldbekerdebuut in januari 2010 in Bad Gastein. In december 2013 stond de Oostenrijker in Carezza voor de eerste maal in zijn carrière op het podium van een wereldbekerwedstrijd. Op de FIS wereldkampioenschappen snowboarden 2017 in de Spaanse Sierra Nevada eindigde hij als veertiende op de parallelslalom en als 31e op de parallelreuzenslalom. Op 15 december 2017 boekte Payer in Cortina d'Ampezzo zijn eerste wereldbekerzege. Tijdens de Olympische Winterspelen van 2018 in eindigde de Oostenrijker als negende op de parallelreuzenslalom.

## Resultaten

### Olympische Winterspelen
| Jaar | Plaats      | Resultaten              |
| ---- | ----------- | ----------------------- |
| 2018 | Pyeongchang | 9e Parallelreuzenslalom |
| 2022 | Peking      | 8e Parallelreuzenslalom |

### Wereldkampioenschappen
| Jaar | Plaats        | Resultaten                                  |
| ---- | ------------- | ------------------------------------------- |
| 2017 | Sierra Nevada | 14e Parallelslalom 31e Parallelreuzenslalom |
| 2019 | Park City     | 11e Parallelreuzenslalom                    |
| 2021 | Rogla         | 10e Parallelslalom 14e Parallelreuzenslalom |
| 2023 | Bakoeriani    | DNF Parallelslalom · Parallelreuzenslalom   |
| 2025 | Engadin       | 31e Parallelslalom 11e Parallelreuzenslalom |

### Wereldbeker
Eindklasseringen
| Seizoen   | Algm | PAR | PSL | PGS |
| --------- | ---- | --- | --- | --- |
| 2009/2010 | 345e | 89e | –   | –   |
| 2010/2011 | 131e | 62e | –   | –   |
| 2012/2013 | –    | 28e | 17e | 37e |
| 2013/2014 | –    | 13e | 9e  | 25e |
| 2014/2015 | –    | 19e | 18e | 20e |
| 2015/2016 | –    | 14e | 10e | 14e |
| 2016/2017 | –    | 17e | 6e  | 21e |
| 2017/2018 | –    | 8e  | 17e | 4e  |

Wereldbekerzeges
| Datum            | Plaats            | Onderdeel            |
| ---------------- | ----------------- | -------------------- |
| 15 december 2017 | Cortina d'Ampezzo | Parallelreuzenslalom |
| 11 december 2022 | Winterberg        | Parallelslalom       |